# Ovophis okinavensis
Ovophis okinavensis är en ormart som beskrevs av Boulenger 1892. Ovophis okinavensis ingår i släktet Ovophis och familjen huggormar. Inga underarter finns listade i Catalogue of Life.
Arten förekommer på Ryukyuöarna som tillhör Japan. Honor lägger inga ägg utan föder levande ungar.